# Stephen Moore (2e comte Mount Cashell)
Pour les articles homonymes, voir Stephen Moore et Moore.
Stephen Moore, 2e comte Mount Cashell (19 mars 1770 - 27 octobre 1822), titré Lord Kilworth entre 1781 et 1790, est un homme politique anglo-irlandais.

## Biographie
Il est le fils aîné de Stephen Moore (1er comte Mount Cashell), de Helena Rawdon, fille de John Rawdon (1er comte de Moira). Il est connu sous le titre de courtoisie de Lord Kilworth après que son père ait été élevé au rang de comte en 1781. Il est élu à la Chambre des communes irlandaise pour Clonmel en mai 1790, mais est contraint de démissionner après quelques jours seulement, à la mort de son père. En tant que titulaire d'une pairie irlandaise, Lord Mount Cashell n'est pas autorisé à siéger automatiquement à la Chambre des lords anglaise lors de la formation de l'Union en 1800. Cependant, en 1815, il est élu représentant irlandais en remplacement du défunt George Nugent (7e comte de Westmeath) et peut siéger à la Chambre des lords.
Lord Mount Cashell épouse Margaret King, fille de Robert King (2e comte de Kingston), en 1791. Ils ont sept enfants. Le deuxième fils, Robert, est né en 1793. Le troisième fils, Edward Moore, devient un chanoine de la cathédrale de Windsor. La fille aînée, Helena, est née en mars 1795. L'une des filles cadettes, Jane Elizabeth, épouse en 1819 William Yates Peel, issu de la famille des hommes politiques et des marchands.
Lord Mount Cashell est décédé en octobre 1822, à l'âge de 52 ans, et son fils aîné, Stephen Moore (3e comte Mount Cashell), lui succède comme comte. La comtesse Mount Cashell, qui l'a quitté vers 1803 pour George William Tighe (en) (avec qui elle a deux autres filles, Lauretta et Nerina), est décédée en janvier 1835